# El Viso de San Juan
El Viso de San Juan ist ein Ort und eine zentralspanische Gemeinde (municipio) mit 6.164 Einwohnern (Stand: 2024) in der Provinz Toledo im Norden der Autonomen Gemeinschaft Kastilien-La Mancha. 

## Lage und Klima
El Viso de San Juan liegt etwa 35 km (Fahrtstrecke) südsüdwestlich von Madrid und etwa 28 km nordnordöstlich von Toledo in der historischen Provinz La Mancha in einer Höhe von ca. 655 m. Durch die Gemeinde fließt der Río Guadarrama. 
Das Klima im Winter ist rau, im Sommer dagegen trocken und warm; der spärliche Regen (ca. 410 mm/Jahr) fällt überwiegend in den Wintermonaten.

## Bevölkerungsentwicklung
| Jahr      | 1970 | 1981 | 1991 | 2001 | 2011 | 2021 |
| Einwohner | 343  | 360  | 553  | 1252 | 3755 | 5255 |

Trotz der zunehmenden Mechanisierung der Landwirtschaft und der Aufgabe bäuerlicher Kleinbetriebe ist die Bevölkerung – hauptsächlich durch Zuwanderung – seit den 2000er Jahren deutlich angestiegen.

## Sehenswürdigkeiten
- Burgruine von Olmos: im achten/neunten Jahrhundert errichtet
- Magdalenenkirche (Iglesia de Santa María Magdalena)

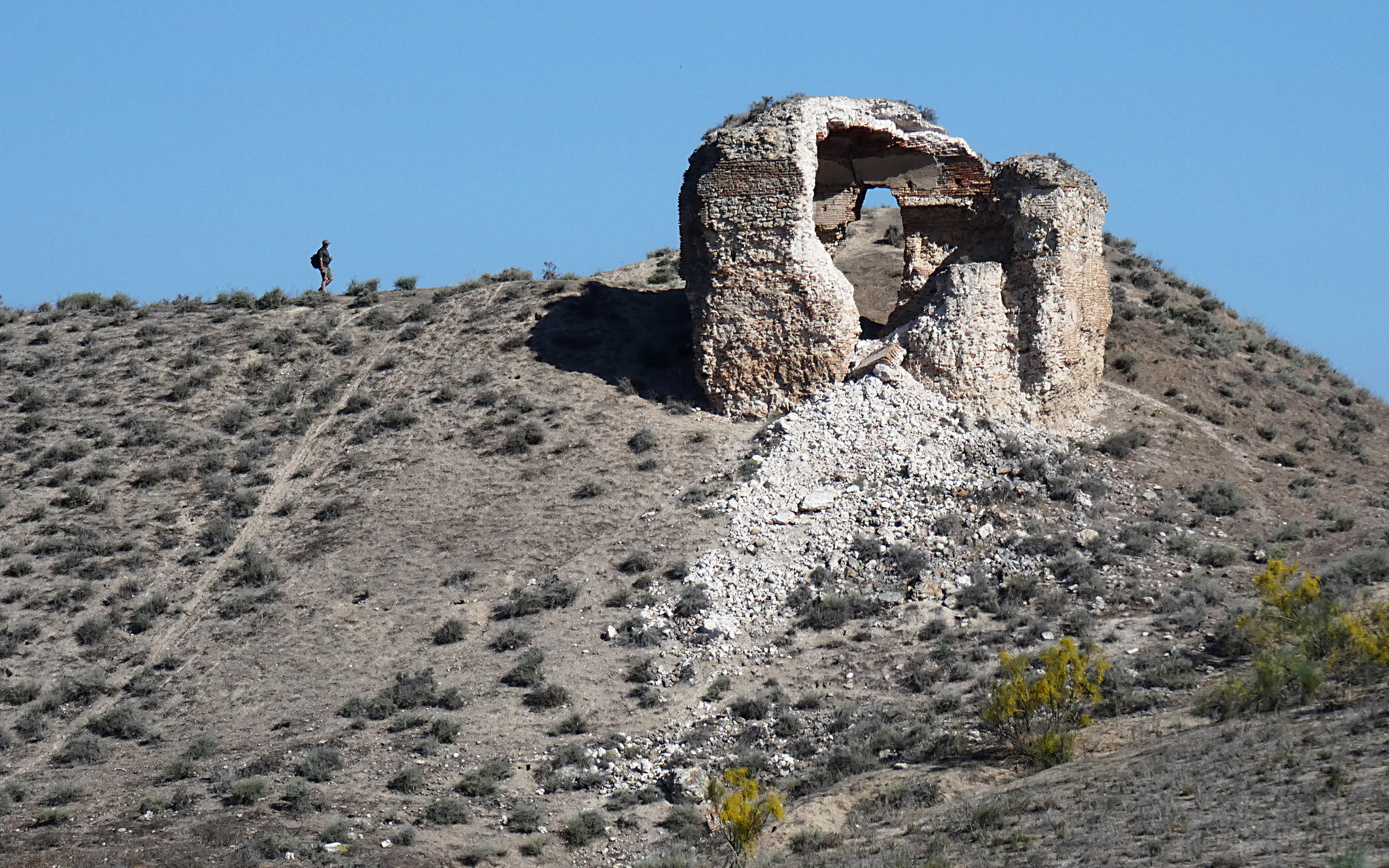
Burgruine von Olmos
Magdalenenkirche
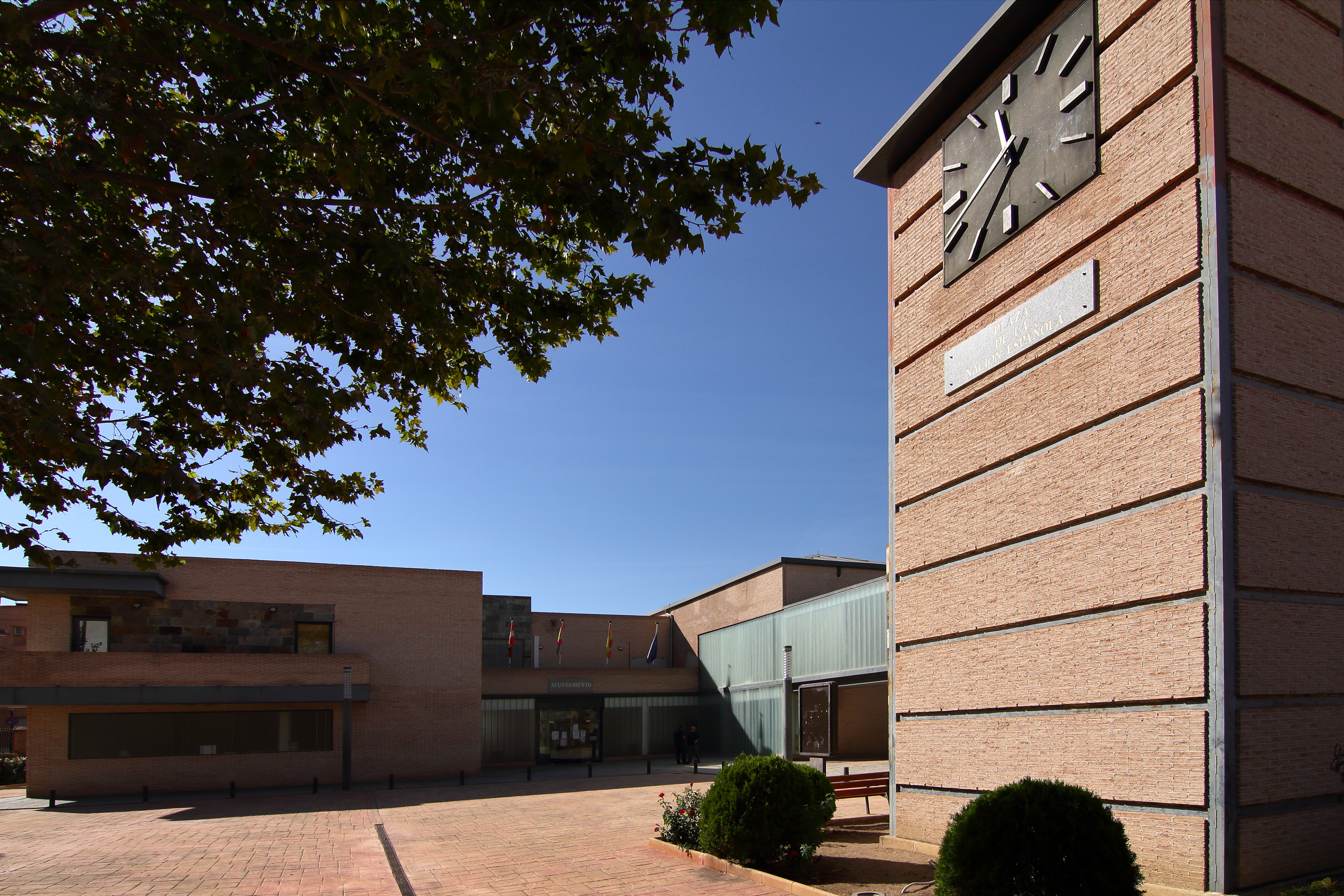
Rathaus